# Skällviks församling
Skällviks församling var en församling i Linköpings stift inom Svenska kyrkan i Söderköpings kommun i Östergötlands län. Församlingen uppgick 1 januari 2002 i S:t Anna församling som sedan 2010 uppgick i Söderköping S:t Anna församling.
Församlingskyrka var Skällviks kyrka. 

## Administrativ historik
Församlingen har medeltida ursprung. . 
Församlingen utgjorde till 1521 ett eget pastorat. 1521 utbröts S:t Anna församling och denna församling var därefter till 1 maj 1912 moderförsamling i pastoratet Skällvik och S:t Anna. Från 1 maj 1912 till 1 maj 1919 utgjorde församlingen ett eget pastorat. 1919 till 1962 var församlingen annexförsamling i pastoratet Mogata och Skällvik som 1944 utökades med Börrums församling. Från 1962 till 2002 var församlingen annexförsamling i pastoratet S:t Anna, Mogata, Skällvik och Börrum. Församlingen uppgick 1 januari 2002 i S:t Anna församling som sedan 2010 uppgick i Söderköping S:t Anna församling.
Församlingskod var 058207.

## Kyrkoherdar
| Ämbetstid | Namn                    | Levnadstid | Övrigt                                        |
| --------- | ----------------------- | ---------- | --------------------------------------------- |
| 1358      | Inge                    |            |                                               |
| 1372      | Thorirus                | -1410      |                                               |
| 1523      | Laurentius Mauritii     |            |                                               |
|           | Laurentius Petri        |            |                                               |
| 1533-1535 | Siggo                   |            |                                               |
| 1560-1606 | Nicolaus Eosander       | -1606      |                                               |
| 1606-1610 | Christophorus Laurentii | -1610      |                                               |
| 1611-1625 | Olavus Stigh            | -1625      |                                               |
| 1625–1635 | Bothvidus Gothovius     | 1590–1688  | Senare kyrkoherde i Västra Eds församling.    |
| 1635-1648 | Suno Erici (Rystadius)  | -1648      |                                               |
| 1649–1665 | Benedictus Fonthelius   | –1665      |                                               |
| 1666–1679 | Daniel Gruf             | 1631–1684  | Senare kyrkoherde i Häradshammars församling. |
| 1680-1702 | Stephanus Ståhle        | 1646-1702  |                                               |
| 1703-1730 | Johan Wallman           | 1663-1730  |                                               |
| 1731-1742 | Johan Netzelius         | 1680-1741  |                                               |
| 1744-1749 | Per Alfving             | 1697-1749  |                                               |
| 1751–1757 | Carl Wichius            | 1707–1757  |                                               |
| 1759–1775 | Daniel Nordstrand       | 1701–1775  |                                               |
| 1776-1800 | Anders Brauner          | 1729-1800  |                                               |
| 1803-1828 | Johan Brunnius          | 1765-1828  |                                               |
| 1830-1868 | Jacob Berggren          | 1790-1868  |                                               |
| 1870-1905 | Gustaf Lundqvist        | 1827-1905  | Kyrkoherde och kontraktsprost.                |
| 1907-1912 | Karl Johan Lind         | 1852-      | Senare kyrkoherde i S:t Anna församling.      |

### Komministrar
| Ämbetstid | Namn            | Levnadstid | Övrigt                                   |
| --------- | --------------- | ---------- | ---------------------------------------- |
| 1919-     | Carl Hoppe      | 1887–1967  |                                          |
| 1933–1940 | Fritz Gerefeldt | 1904–1977  | Senare kyrkoherde i Rogslösa församling. |

## Klockare, organister och kantorer
| Ämbetstid | Namn                 | Levnadstid | Kommentarer                           |
| --------- | -------------------- | ---------- | ------------------------------------- |
| 1740      | Ingvald              |            | Klockare                              |
| 1748-1771 | Christopher Höjer    |            | Organist                              |
| 1765      | Jöns                 |            | Klockare                              |
| 1784–1797 | Sven Ringqvist       | 1743–      | Organist                              |
|           | Carl Lundqvist       |            | Organist                              |
| 1807–     | Lars Gustaf Berggren | 1786–      | Organist                              |
| 1812–1830 | Jonas Malmström      | 1764–1830  | Organist och klockare                 |
| 1831–1871 | Sven Ållander        | 1802–1871  | Organist och klockare                 |
| 1873–1899 | Per Gustaf Nilsson   | 1842–      | Organist, klockare och folkskollärare |

## Kyrkor
- Skällviks kyrka